# Michael Burrows
Michael Burrows, né en 1963, est un programmeur britannique, inventeur avec David Wheeler de la transformée de Burrows-Wheeler, un algorithme utilisé en compression de données.
Il est également le fondateur du moteur de recherche AltaVista avec Paul Flaherty et Louis Monier.